# Poecilia vetiprovidentiae
Poecilia vetiprovidentiae é uma espécie de peixe da família Poeciliidae.
É endémica de Colômbia.